# اریش هکل
اریش هکل (آلمانی: Erich Heckel؛ ۳۱ ژوئیهٔ ۱۸۸۳ – ۲۷ ژانویهٔ ۱۹۷۰) نقاش و چاپگر اهل آلمان و از بنیانگذاران گروه بروکه بود.